# Lipowa Góra (powiat kętrzyński)
Lipowa Góra (niem. Lindenberg) – osada w Polsce położona w województwie warmińsko-mazurskim, w powiecie kętrzyńskim, w gminie Reszel.
W latach 1975–1998 miejscowość administracyjnie należała do województwa olsztyńskiego.